# 1200 Imperatrix
1200 Imperatrix eller 1931 RH är en asteroid i huvudbältet, som upptäcktes 14 september 1931 av den tyske astronomen Karl Wilhelm Reinmuth i Heidelberg. Den har fått sitt namn efter det latinska ordet för kejsarinna.
Asteroiden har en diameter på ungefär 42 kilometer.